# Karl Kumm
Hermann Karl Wilhelm Kumm (* 19. Oktober 1874 in Markoldendorf; † 22. August 1930) war ein britischer Missionar und Afrikaforscher deutscher Herkunft.

## Leben
Karl Wilhelm Kumm wurde 1874 im Gebiet des ehemaligen während der Personalunion zwischen Großbritannien und Hannover mit England assoziierten Kurfürstentums Hannover und späteren Königreichs Hannover geboren. Er besuchte das Realgymnasium in Osterode am Harz bis zum Abitur 1894. Anschließend ging er nach England; vom Januar 1898 bis April 1900 hielt er sich in Ägypten auf, lernte orientalische Sprachen und reiste nach Nubien und zu den südlichen Oasen der Libyschen Wüste. Nach seiner Rückkehr nach Deutschland studierte er an den Universitäten Heidelberg und Jena. 1903 wurde er an der Universität Freiburg mit einer Dissertation über die wirtschaftsgeographischen Verhältnisse Nubiens zum Dr. phil. promoviert.
Kumm heiratete Lucy Guinness (1865–1906), Tochter des damals bekannten britischen Evangelisten Henry Grattan Guinness, und nahm die britische Staatsbürgerschaft an. Er ging in den missionarischen Dienst nach Oberägypten und wirkte 1900 an der Gründung der Sudan Pionier Mission mit. Gemeinsam mit seiner Frau gründete er 1904 dann die Sudan United Mission (SUM) mit dem Ziel, die Mission innerhalb muslimischer Regionen im nördlichen und mittleren Afrika auszudehnen. Politischer Widerstand gegen sein Missionsvorhaben, der teilweise aus Europa kam, zwang Kumm neue Routen für seine Unternehmungen innerhalb des Sudangürtels zu ersinnen. Zu diesem Zweck unternahm er ausgedehnte Expeditionen auf dem Niger und dem Nil. Als Mitglied der Royal Geographical Society verfasste er über seine Reisen ausführliche Berichte, die als Publikationen später weite Verbreitung fanden. Insgesamt erreichten die Aktivitäten der SUM nicht den von Kumm geplanten Umfang, sondern beschränkten sich mehr oder weniger auf Unterägypten.
Nach dem Tod seiner ersten Frau heiratete Kumm 1912 die Australierin Frances Gertrude Kumm. Sie wurde später eine bekannte Philanthropin und Weltvizepräsidentin der Young Women’s Christian Association. Der Ausbruch des Ersten Weltkrieges unterbrach die afrikanische Missionstätigkeit. Die Familie zog nach New Jersey in den USA. Bis zu seinem Tode gründete Kumm noch verschiedene Zweigstellen der SUM in Großbritannien, den USA, Frankreich, Südafrika und Dänemark.

## Veröffentlichungen
- Untersuchungen über den Ursprung des Schönen. Entwurf einer empirischen Ästhetik der bildenden Kunst. Edel, Hannover-Linden 1896.
- Gefallen. Modernes Sittenbild in 5 Aufzügen mit dem Vorspiel „Die Jugend singt“. Ein Beitrag zu den Bestrebungen der Federation britannique continentale et generale. Edel, Hannover-Linden 1896.
- Versuch einer wissenschaftlichen Darstellung der wirtschaftsgeographischen Verhältnisse Nubiens von Assuan bis Dongola. Zusammengestellt nach den Angaben von Reisenden und staatlichen Statistiken, sowie nach eigenen Untersuchungen. Diss. phil. Freiburg/Breisgau 1903. Digitalisat
- The Sudan. A short compendium of facts and figures about the land of darkness. London 1907
- From Hausaland to Egypt, through the Sudan. London 1910
- Khont-Hon-Nofer: the lands of Ethiopia. London 1910